# Trainz
Trainz（トレインズ）は、オーストラリアのN3V Games（旧称：Auran）が開発する3D鉄道シミュレーションゲームのシリーズである。2001年に第1作が発売されて以来、ローカライズ版も含めて多数のバージョンがリリースされている。Windows版の最新作は2018年12月発売のTrainz Railroad Simulator 2019。

## 概要

### ゲームシステム
路線を作成・編集する「サーベイヤー」、列車を運転する「運転モード」、収録車両を鑑賞できる「車両基地画面」、シナリオの指示に沿って列車を運転する「シナリオモード」が搭載されている。
サーベイヤー (Surveyor)
Trainzにおける路線作成ツール。地面テクスチャの塗装、地形の造成、線路・駅・建物等の構造物といったオブジェクトを設置することで、オリジナルの路線データを作成することができる。
運転 (Driver)
路線データ上でプレイヤーの操作によって列車を走らせるモード。運転方法は2種類あり、前進・後退を鉄道模型のようなダイヤル操作で行える「DCCモード」、実際の鉄道車両と同様の運転方法を再現した「運転台モード」が選択可能である。
車両基地 (Railyard)
収録車両を機関庫内で表示するモード。その車両に関する歴史、車体寸法等のデータが表示されるほか、ライトの点灯や汽笛の操作、車両のお気に入り設定による整理が可能である。
シナリオ (Scenarios)
あらかじめ指定された運転内容に沿って列車を運転するモード。一例としては「旅客列車を目的地まで時刻通りに運転する」、「操車場で貨物の損傷なく貨車の入換作業を行う」といった内容が挙げられる。

### コンテンツの拡張
本シリーズはユーザー生成コンテンツとして制作された車両、線路、施設等のオブジェクトデータの制作・共有が盛んに行われており、大規模なオンラインコミュニティが形成されている。世界中のユーザーによって作られたオブジェクトの総数は25万を超え、これらのデータはN3V Gamesの運営するダウンロードステーション (DLS) を通して、無料でダウンロードすることが可能となっている。
この他、有料のダウンロードコンテンツ (DLC) も提供されている。

## シリーズ作品
Trainz
2000年9月にベータテスト版として「Trainz Beta 0.9」を発表。2001年12月発売の「Trainz Community Edition」を経て、2002年6月には「Trainz Retail Edition」が発売された。
Ultimate Trainz Collection
2002年11月26日発売。車両の塗装変更を行うツール「PaintShed」が本作で初めて追加された。
Trainz Railroad Simulator 2004 (TRS2004)
2003年9月に発売された。旅客・貨物と産業施設の要素が初めて実装され、旅客列車は駅間の旅客輸送を、貨物列車は産業施設間での貨物（石炭、木材、鉄鋼など）の輸送が可能になった。
Trainz Railroad Simulator 2006 (TRS2006)
2005年9月に発売。ゲームシステムは前作のTRS2004を継承しているが、動作の大幅な軽量化が図られている。ドイツにおいてはBluesky-Interactive社によって「ProTrain Perfect」の名称で販売された。
Trainz Railroad Simulator 2007 (TRS2007)
2007年6月に発売されたTRS2006のローカライズ版。フランス語版はTRS2006のサービスパックを同梱した通常版と、フランスの地域データを追加したGold Editionの2種類が存在し、ドイツの路線を収録したドイツ語版も販売されている。
Trainz Driver
Trainz Railroad Simulator 2006 をベースに、路線制作ツールのサーベイヤー機能を省略して運転モードと車両基地画面に特化したバージョン。イギリスでは2006年2月24日に発売された。
Trainz Classics
2007年から2008年にかけて3本立てのパッケージで発売された。いずれも収録路線は1作につき1路線に限定されているが、1路線あたりの距離が長く設定されている。
Trainz - The Complete Collection
2008年6月に発売を開始。過去に発売された「Ultimate Trainz Collection」、「TRS2004」、「TRS2006」、「Trainz Routes」 (1-4)、「Trainz PaintShed」の8作品を収録した大規模パッケージとなっている。
Trainz Simulator 2009 World Builder Edition (TS2009)
2008年11月27日よりダウンロード版、同年12月中旬にパッケージ版が発売された。サーベイヤーによる路線作成機能が前作より強化されている。
Trainz Simulator 2010 Engineers Edition (TS2010)
2009年11月23日にダウンロード版、パッケージ版を共に発売。グラフィックの描画機能が向上している。
Trainz Simulator iPad, Android
Trainzシリーズの10周年を記念し、2010年12月4日にTS2010のiPad移植版としたアプリが発売された。iPadのタッチ操作機能を活用して、列車の運転や路線の制作を行うことができる。2011年7月22日にはAndroid対応版が同一仕様で発売されている。
Trainz Simulator 12 (TS12)
2011年4月12日に発売された。本作ではシリーズ初のマルチプレイに対応している。日本語版はズーより2012年4月27日に発売され、4種類のダウンロードコンテンツも収録されている。
My First Trainz Set
複雑な操作を簡略化し、住宅の部屋をモチーフにしたレイアウトを収録した子供向けの作品。寝室・キッチン・ガレージ・リビングの4部屋が設定されており、玩具をモチーフにしたオブジェクトが配置されている。
Trainz Simulator Mac
Trainz Simulator 2010 のMacintosh移植版。
Trainz simulator 12
Trainz a new era
Trainz simulator model 2017
Trainz railroad 2019